# Calera y Chozas
Calera y Chozas es un municipio y localidad española de la provincia de Toledo, en la comunidad autónoma de Castilla-La Mancha. El municipio lo componen dos localidades, la propia Calera y Chozas, que es el núcleo principal, y Alberche del Caudillo. Ambas están separadas unos 4 km de distancia.

## Toponimia
El término Calera se debe a las canteras de piedra para hacer cal que hubo en la zona. El nombre Calera y Chozas se puso al unirse Calera con el pueblo de Las Chozas de Talavera, núcleo en el que confluyen igualmente las aldeas de Covisa y caseríos como el de Tórtolas.

## Geografía
El término municipal de Calera y Chozas, que ocupa una superficie de 219,53 km², se localiza al noroeste de la provincia de Toledo y se engloba en un marco territorial delimitado por la cuenca del Tajo al sur y el valle del Tiétar al norte, región natural de las estribaciones meridionales de la sierra de Gredos. Forma parte de la comarca histórica de El Alcor, parte histórica de un todo geográfico que pertenece a la antigua tierra de Talavera. El municipio se encuentra situado sobre cuatro pequeñas colinas en la llanura entre el Tajo y la autovía de Extremadura. Linda con los términos municipales de Velada, Talavera de la Reina, Las Herencias, Belvís de la Jara, Aldeanueva de Barbarroya, Alcolea de Tajo, Oropesa, Alcañizo, todos de Toledo.
| Noroeste: Alcañizo        | Norte: Velada y Gamonal (Talavera de la Reina) | Noreste: Talavera la Nueva (Talavera de la Reina) |
| Oeste: Oropesa            |                                                | Este: Las Herencias                               |
| Suroeste: Alcolea de Tajo | Sur: Aldeanueva de Barbarroya                  | Sureste: Belvís de la Jara                        |

En el territorio de Calera se aprecian dos grandes ámbitos geomorfológicos. Por una parte, el relacionado con el zócalo cristalino-paleozico, de granitos porfídicos-rocas metamórficas. En el dominio granítico, como es el caso de la zona de la dehesa de El Arco, la morfología existente es el típico berrocal con red hidrográfica dirigida por fracturas y un micromodelado en granito causado por el sometimiento a un largo proceso erosivo dando como resultado un relieve ondulado de cerros, pilancones, taffonis y piedras caballeras. Por otra parte, se encuentra la zona relacionada con arcillas y arcosas pertenecientes al Terciario y Cuaternario (constituido por las terrazas fluviales que por su extensión definen el paisaje geomorfológico en esta área). En la zona de Calera el río Tajo forma vegas y terrazas fluviales, algunas de gran extensión, que se caracterizan por suelos aluviales y fértiles sin diferenciación en horizontes, excepto uno superior más oscuro por su mayor contenido en materia orgánica, que en muchos casos han sido transformados y cultivados por el hombre.

### Hidrografía
El río Tajo transcurre al sur del término, al cual vierten los diferentes arroyos que surcan el término, representados principalmente por los arroyos de La Alameda, Cobisa y Tórtolas. También hay constancia de numerosos pozos, norias y pilones cuyas aguas son utilizadas para el riego y el abastecimiento del ganado.
El espacio de Calera está incluido dentro del sistema acuífero n.º 14, denominado “Terciario detrítico Madrid-Toledo-Cáceres”. La forma de referirse a esta unidad hidrogeológica de manera concreta es la de unidad hidrogeológica 03.05. Desde el punto de vista geológico, es sin duda el acuífero más complejo de los incluidos en la cuenca del Tajo pues abarca todos los terciarios detríticos comprendidos entre el Paleozoico del sistema Central situado al norte y los montes de Toledo al sur. Este es uno de los acuíferos más importantes de la península, tanto por su gran tamaño, como por las poblaciones de su ámbito (como Madrid, Guadalajara, Toledo).

### Clima
Por su localización, participa de las características climáticas de la cuenca media del Tajo, cuya situación geográfica y altitud son dos peculiaridades morfológicas que modifican ligeramente la situación general del tiempo y determinan el carácter singular de su clima continental con fuertes contrastes. El clima de este territorio es el propio de la meseta sur, tratándose pues de un clima mediterráneo continentalizado, caracterizado por veranos secos y calurosos e inviernos fríos, y temperaturas medias anuales por encima de los 16 °C, con mínimas entre los -5 °C similares a las que se dan en todo el sector noroccidental de la provincia de Toledo, aunque la cercanía de los valles del Tajo y del Tiétar, junto a la proximidad del Macizo Central, le dan ciertos matices subatlánticos con el predominio de las lluvias invernales sobre las equinocciales.
Calera y Chozas tiene un clima Csa (templado sin estación seca con verano caluroso) según la clasificación climática de Köppen.
| Parámetros climáticos promedio de Calera y Chozas en el periodo 1961-1979 | Parámetros climáticos promedio de Calera y Chozas en el periodo 1961-1979 | Parámetros climáticos promedio de Calera y Chozas en el periodo 1961-1979 | Parámetros climáticos promedio de Calera y Chozas en el periodo 1961-1979 | Parámetros climáticos promedio de Calera y Chozas en el periodo 1961-1979 | Parámetros climáticos promedio de Calera y Chozas en el periodo 1961-1979 | Parámetros climáticos promedio de Calera y Chozas en el periodo 1961-1979 | Parámetros climáticos promedio de Calera y Chozas en el periodo 1961-1979 | Parámetros climáticos promedio de Calera y Chozas en el periodo 1961-1979 | Parámetros climáticos promedio de Calera y Chozas en el periodo 1961-1979 | Parámetros climáticos promedio de Calera y Chozas en el periodo 1961-1979 | Parámetros climáticos promedio de Calera y Chozas en el periodo 1961-1979 | Parámetros climáticos promedio de Calera y Chozas en el periodo 1961-1979 | Parámetros climáticos promedio de Calera y Chozas en el periodo 1961-1979 |
| Mes | Ene.                                                                      | Feb.                                                                      | Mar.                                                                      | Abr.                                                                      | May.                                                                      | Jun.                                                                      | Jul.                                                                      | Ago.                                                                      | Sep.                                                                      | Oct.                                                                      | Nov.                                                                      | Dic.                                                                      | Anual                                                                     |
| --- | ------------------------------------------------------------------------- | ------------------------------------------------------------------------- | ------------------------------------------------------------------------- | ------------------------------------------------------------------------- | ------------------------------------------------------------------------- | ------------------------------------------------------------------------- | ------------------------------------------------------------------------- | ------------------------------------------------------------------------- | ------------------------------------------------------------------------- | ------------------------------------------------------------------------- | ------------------------------------------------------------------------- | ------------------------------------------------------------------------- | ------------------------------------------------------------------------- |
| Temp. media (°C) | 7.9                                                                       | 9.2                                                                       | 11.4                                                                      | 15.2                                                                      | 18.3                                                                      | 23.6                                                                      | 28.0                                                                      | 28.3                                                                      | 23.3                                                                      | 19.0                                                                      | 12.9                                                                      | 8.4                                                                       | 17.1                                                                      |
| Precipitación total (mm) | 74.1                                                                      | 75.9                                                                      | 54.9                                                                      | 51.7                                                                      | 43.5                                                                      | 29.7                                                                      | 13.4                                                                      | 9.3                                                                       | 40.1                                                                      | 51.7                                                                      | 69.9                                                                      | 78.7                                                                      | 592.8                                                                     |
| Fuente: Ministerio de Agricultura, Alimentación y Medio Ambiente. Datos de precipitación para el periodo 1961-1979 y de temperatura para el periodo 1961-1979 en Calera y Chozas 9 de octubre de 2012 |                                                                           |                                                                           |                                                                           |                                                                           |                                                                           |                                                                           |                                                                           |                                                                           |                                                                           |                                                                           |                                                                           |                                                                           |                                                                           |

## Medio natural
Tal y como sucede con otros lugares de la cuenca media del Tajo, el entorno de Calera ha sido un enclave que ha ofrecido numerosos recursos para el ser humano. Su situación geográfica entre los páramos y dehesas del Campo Arañuelo al norte y oeste y el bosque de ribera vertebrado por el gran cauce fluvial del Tajo al sur y este, ha propiciado una abundante y variada fauna y vegetación. La presencia humana a lo largo de los milenios ha transformado paulatinamente el paisaje Calerano aprovechando sus múltiples recursos naturales y propiciando el desarrollo de diferentes ecosistemas que han surgido en función de la explotación del territorio.
El entorno está caracterizado por un alto uso agrícola del suelo, que en el caso de las zonas de vega es mayoritariamente de regadío. En cuanto al sector ganadero, hay que destacar la existencia de un cierto pastoreo de ganado ovino y la existencia de evidencias puntuales de pastoreo vacuno. Más frecuente son las granjas porcinas o de aves, así como algunas vaquerías en la zona de vega. En materia cinegética, además de la existencia ya mencionada de dos refugios de fauna, la práctica totalidad de los terrenos colindantes forman parte de cotos de caza menor, con aprovechamiento en ocasiones de jabalí y corzo. En cuanto a la pesca deportiva, se da en la zona del embalse de Azután y algunas zonas puntuales del tramo fluvial del Tajo, centrado principalmente en la carpa y otras especies.
La vegetación actual se encuentra dominada por las alamedas blancas y los tarayales asociados a los márgenes fluviales donde destacan también las comunidades palustres. En las zonas más expuestas aparecen los matorrales mediterráneos y los encinares que en las zonas más favorables tienen estructura adehesada.
Los campos de cultivo, tanto de secano como de regadío, se extienden por gran parte del término municipal, representando un enorme hábitat que da cobijo a numerosas especies que han optado por adaptarse a un medio en continuo proceso de transformación. Es habitual ver en estos parajes jilgueros, escribanos, erizos, liebres, aguiluchos y pinzones.

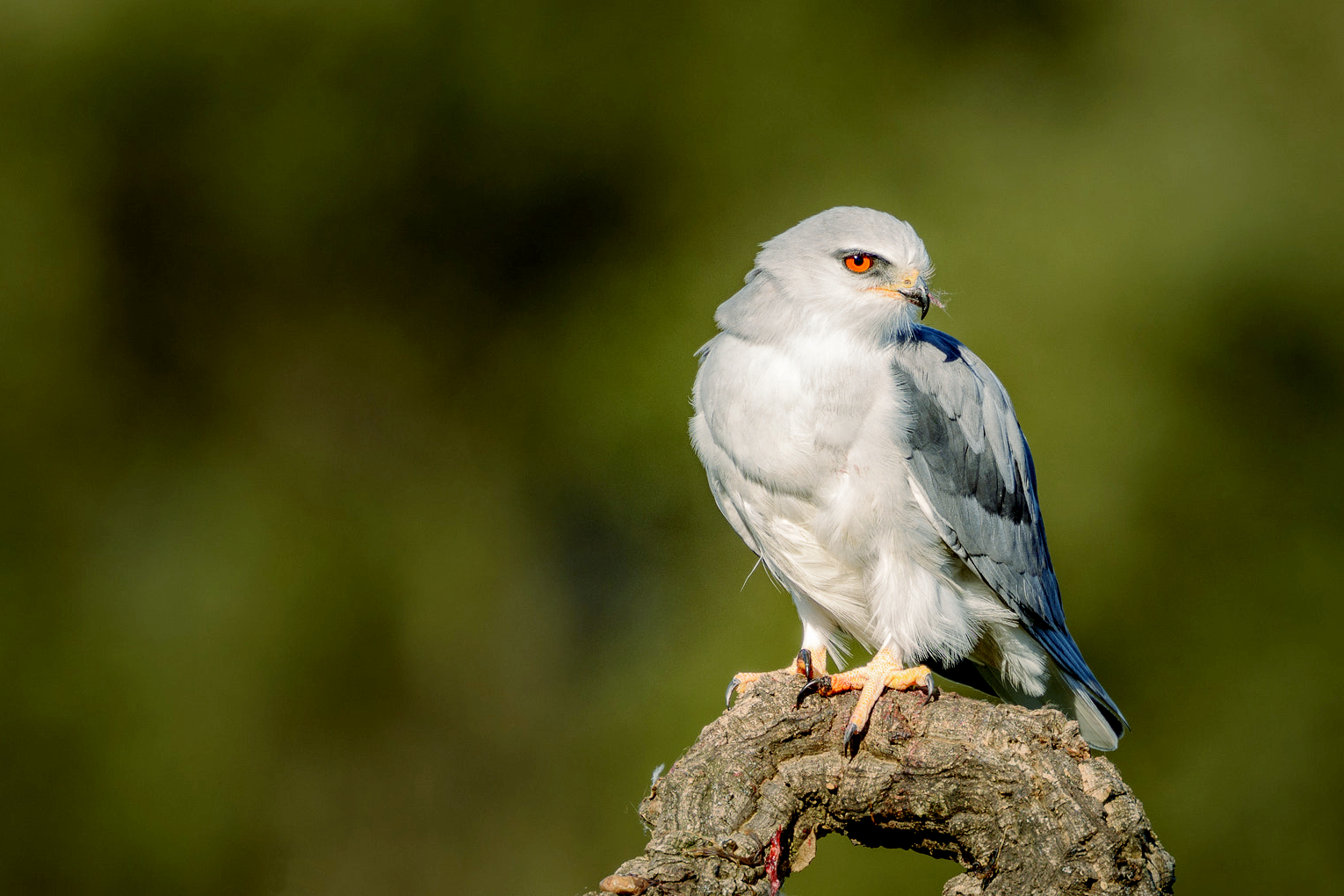
Ejemplar de Elanus caeruleus en Calera y Chozas

Por otra parte las tierras de Calera, al norte y al sur, conservan amplias franjas de bosque mediterráneo caracterizado por la presencia de encinas, tomillos y majuelos como principales representantes de la vegetación predominante y donde podemos observar carboneros, currucas, palomas, cárabos y cernícalos. Encontramos grandes espacios adehesados en parajes como Baldosadero, Los Hinojosos o El Arco, este último está parcialmente englobado como en la ZEPA Ríos de la margen izquierda y berrocales del Tajo. Además, citada finca constituye un entorno ideal para la práctica de la caza mayor y ser testigos de la berrea, en torno a finales del mes de septiembre.
En torno a los principales arroyos que recorren el territorio Calerano y junto al Tajo se extiende el bosque de ribera, otro hábitat de enorme singularidad y valor medioambiental. En este sentido, cabe destacar la presencia de alamedas, formaciones arbóreas dominadas por el álamo blanco, aunque pueden acompañarle diversas especies de sauces, así como tarays o fresnos. Los arbustos acompañantes son fundamentalmente espinosos, como majuelos o escaramujos, y presentan abundantes enredaderas. Su estado de conservación no es muy bueno al asentarse sobre suelos fértiles que tienen un gran aprovechamiento agrícola. Lo más frecuente es encontrarlas flanqueando la banda inmediatamente contigua al cauce, limitadas en muchos casos a la presencia de álamo, sin el resto de plantas acompañantes. En ausencia de intervención humana, las alamedas ocuparían una banda ancha en los fondos planos de muchos valles, extendiéndose más o menos por las vegas en función de la presencia de humedad.
En torno a estos lugares es donde un buen número de especies buscan cobijo y su sustento alimenticio. De este modo, encontramos zorros, ginetas, zarceros, mirlos, gavilanes, milanos y ruiseñores. Por su parte, las especies vegetales viven al abrigo de la exuberante vegetación como los fresnos, sauces, acacias, álamos y olmos. 
En este sentido, el reculaje del embalse de Azután en el paraje de Las Tablillas constituye una de las zonas de mayor diversidad natural de la comarca, por lo que cobra especial importancia su conservación y protección estando englobado como LIC Río Tajo en Castrejón, islas de Malpica y Azután. Se trata de una zona cubierta por el bosque de ribera, situado en las márgenes del Tajo, con una exuberante vegetación compuesta por juncos, sauces, espadañas, chopos y carrizos. Las singulares condiciones de este espacio como la abundancia de agua, zonas donde refugiarse o la disponibilidad de alimento suponen un lugar ideal para numerosas especies como el martín pescador, mosquiteros, gallinetas, galápagos y gambusías. En definitiva, para todo aficionado de la ornitología y la práctica del “birdwatching” se trata de un lugar de visita obligada, donde puede encontrar un lugar ideal para observar cogujadas, algún alcaudón, verderillos y tarabillas.
Por último, cabe mencionar el desarrollo del hábitat urbano, donde un buen número de especies están presentes en nuestras calles y plazas. Algunas de ellas llegan a ser útiles para el ser humano y el desarrollo de cultivos. Nos referimos a algunas aves insectívoras como los vencejos y golondrinas. Pese a que muchos pasan desapercibidos están muy presentes en torno a nuestras casas como los colirrojos, gorriones y cigüeñas.

## Historia
El territorio que hoy ocupa el término municipal de Calera y Chozas estuvo habitado desde la Antigüedad, existiendo una original población de origen vetón e influencia celta, que fue sitiada, rendida y ocupada por el Ejército romano, al mando del pretor Marco Fulvio Nobilior, en el año 215 a. C.
La ocupación romana dejó vestigios en el actual despoblado de Covisa (tal vez la antigua Cusivus de la Carpetania), en el que se encontraron una acrópolis, con paredones de argamasa con mortero romano de cal y arena, y un importante mosaico (actualmente en el Museo Etnográfico de Calera y Chozas). Asimismo se encontraron restos romanos en el paraje denominado Tórtolas: un sarcófago labrado y una lápida funeraria, así como fragmentos de tégulas e imbrices.
Tras la presencia visigótica sucedió el dominio árabe, de cuya existencia da testimonio algún resto cerámico. Tras la conquista del territorio por Alfonso VI de León, hacia 1084 se supone la existencia una aldea llamada Calera, dependiente de Talavera, a la que proporciona cal para sus construcciones. En 1152 se señalan los linderos entre las jurisdicciones de Ávila y Talavera por parte de Alfonso VII de León, citándose algunos pagos de Calera como Vallfonsados, Los Visos, La Encinilla y Septem Carros (Ciscarros).
El hecho de que su iglesia se dedique a San Pedro Apóstol es indicio de antigüedad, ya que las primeras iglesias fueron dedicadas a la Virgen María o al primero de los apóstoles del cristianismo. Hacia el siglo XV tanto Calera como las aldeas de Chozas y Covisa constituían municipios independientes, aunque dependientes de Talavera, cuyo corregidor nombra los alcaldes y demás oficiales de sus respectivos ayuntamientos.
El municipio de Las Chozas de Talavera se encontraba a unos dos kilómetros al norte de la actual población de Calera y Chozas. En 1567 tenía 50 vecinos, pasando en 1753 a los 40. Su despoblamiento se originó durante la guerra de la Independencia (1808-1814), trasladándose sus vecinos al próximo pueblo de Calera.

El municipio de Calera debió su fundación a la explotación de minas de cal, en las cuales estuvo el material para construcciones como las de la Colegiata de Talavera. Hacia 1400 contaba con unos 100 vecinos. Está documentado el paso por Calera del monarca Carlos V en 1512. En 1576 se documenta la existencia de 250 vecinos, y en 1787 tiene 13 hidalgos, 7 clérigos, 2 cirujanos, 4 arrieros, 19 labradores, 16 pastores, 309 jornaleros y 55 pobres de solemnidad.

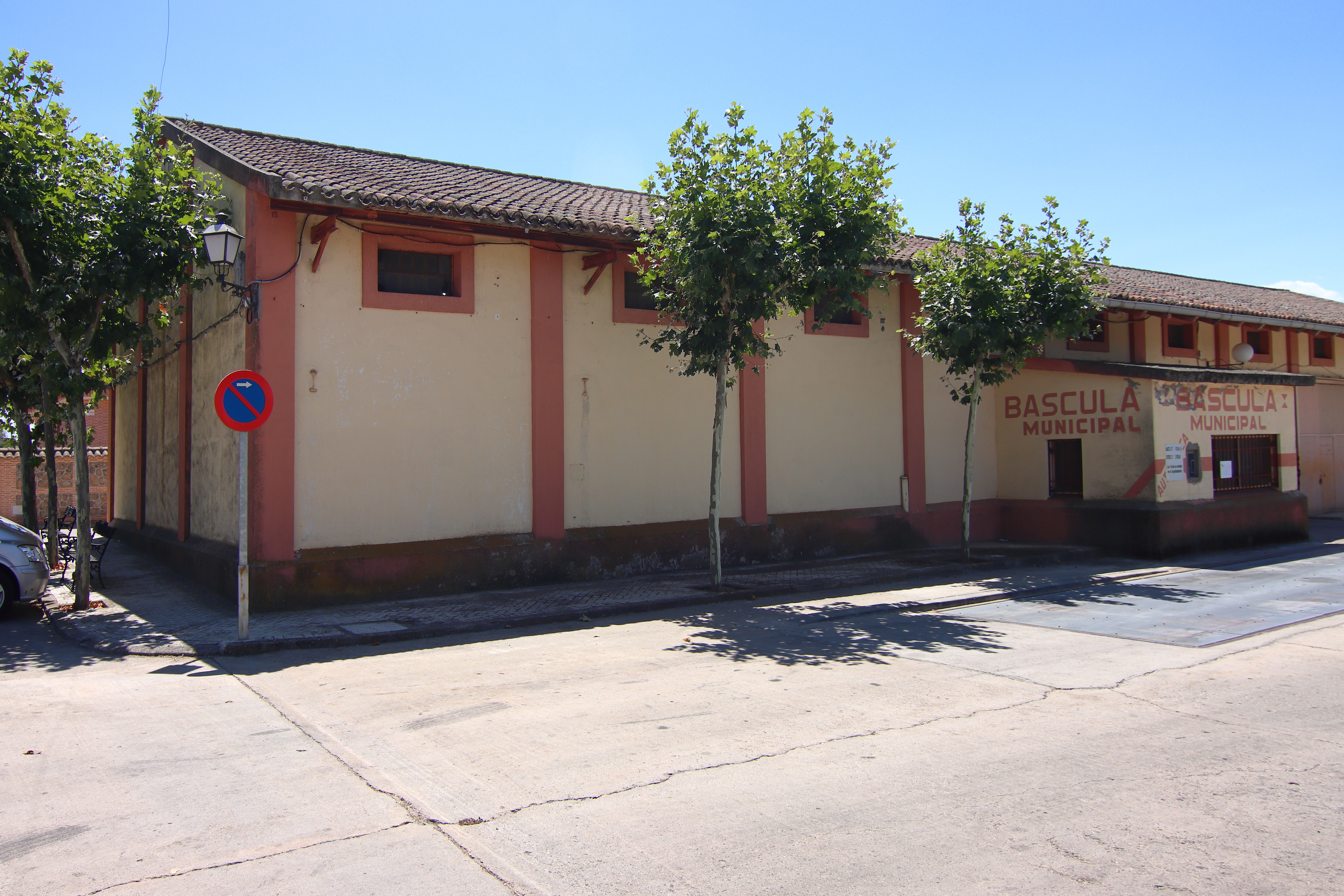
Antiguo granero de cereales

El 27 de junio de 1809, durante la Guerra de la Independencia, los vecinos acometieron a unos soldados franceses que se había quedado rezagados. Esto irritó al mariscal francés Duque de Bellune que mandó incendiar el pueblo y pasar a cuchillo a la población que no consiguió huir. En este acontecimiento fue saqueada y destruida la ermita de San Policarpo, reconstruida en la actualidad. 

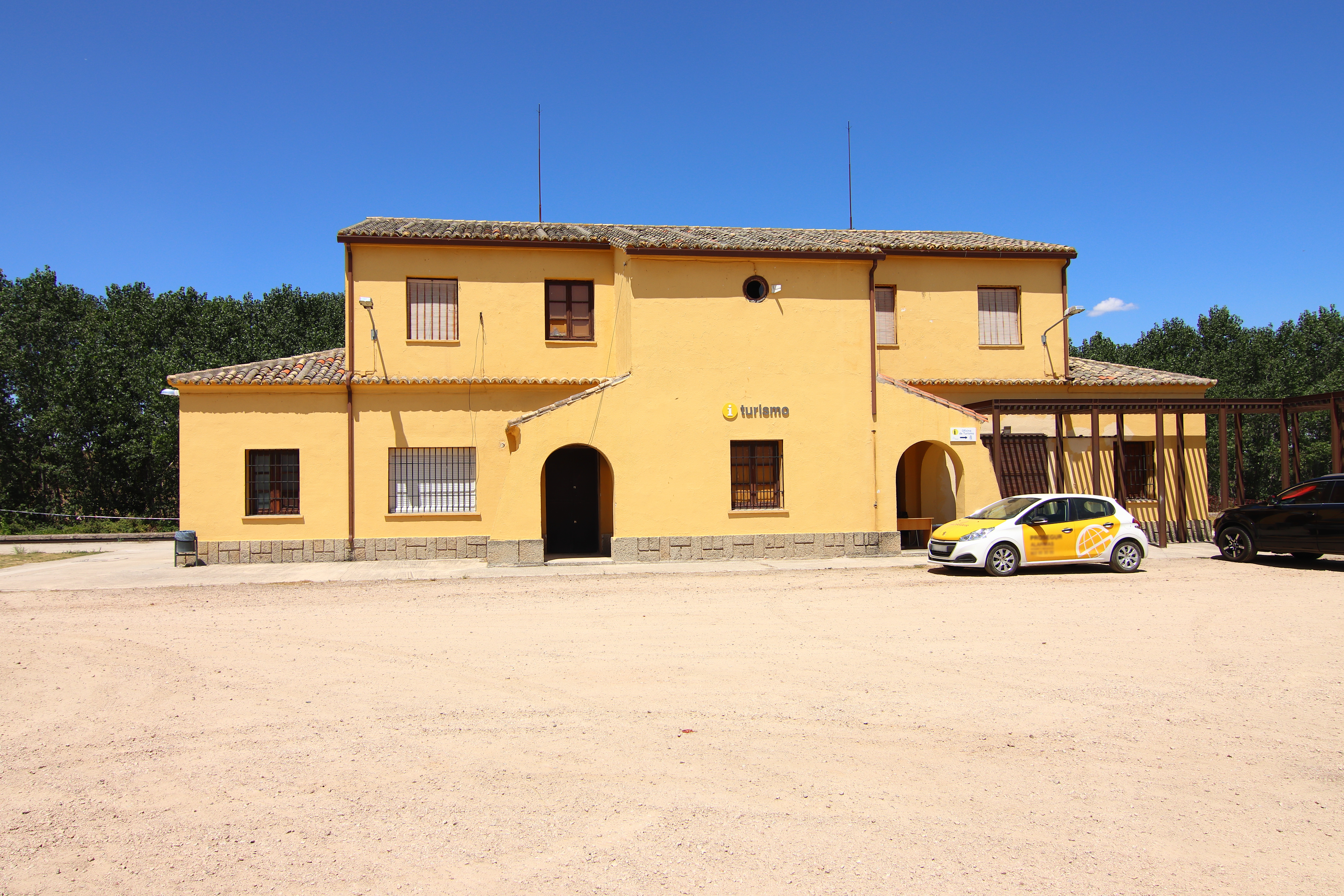
Antigua estación de ferrocarril

El 3 de octubre de 1833 se levantó una partida carlista en Talavera, bajo las órdenes de un tal González, administrador de correos, que se apoderó de los caudales públicos, encarceló a los liberales y se dirigió a Calera con el objeto de proclamar a Carlos V, pero el alcalde le exigió la orden que le autorizaba para tal proclamación. Este acto dio tiempo bastante para liberar al pueblo y evitar una conspiración que pudo ser fatal al trono de Isabel II.
Durante la Segunda República Española jugó un importante papel político y social en la localidad el alcalde Felipe Fernández Varela, dirigente de la Unión General de Trabajadores. Al estallar la guerra civil española se mantuvo leal a la República, hasta que fue ocupada por las tropas franquistas el 2 de septiembre en su avance hacia Talavera.

## Demografía
Cuenta con una población de 4773 habitantes (INE 2024).
| Gráfica de evolución demográfica de Calera y Chozas entre 1842 y 2021                                                                                                |
| |
| Población de derecho según los censos de población del INE Población de hecho según los censos de población del INEEn estos censos se denominaba Calera: 1842 y 1857 |

## Administración y política

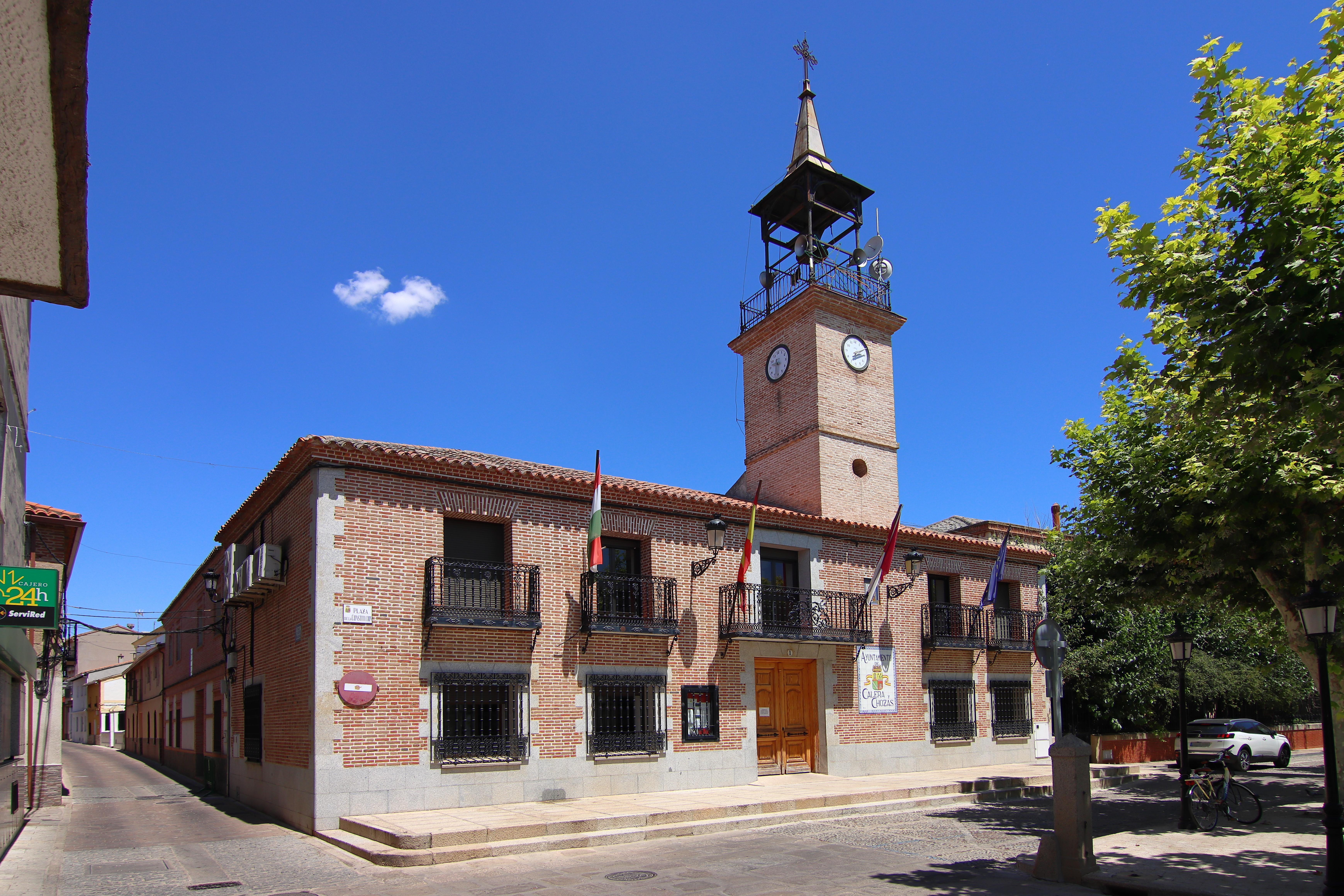
Casa consistorial

### Alcaldes desde 1979
| Periodo   | Nombre                     | Partido |
| --------- | -------------------------- | ------- |
| 1979-1983 | Felipe Herrero Vázquez     | PSOE    |
| 1983-1987 | Felipe Herrero Vázquez     | PSOE    |
| 1987-1991 | Aurelio Robledo Gómez      | CDS     |
| 1991-1995 | Aureliano Jiménez Robledo  | PSOE    |
| 1995-1999 | Aureliano Jiménez Robledo  | PSOE    |
| 1999-2003 | Aureliano Jiménez Robledo  | PSOE    |
| 2003-2007 | Aureliano Jiménez Robledo  | PSOE    |
| 2007-2011 | Aureliano Jiménez Robledo  | PSOE    |
| 2011-2015 | Gabriel López-Colina Gómez | PP      |
| 2015-2019 | Gabriel López-Colina Gómez | PP      |
| 2019-2023 | Gabriel López-Colina Gómez | PP      |

### Elecciones municipales
| Partido político                         | 2019  | 2019  | 2019 | 2015  | 2015  | 2015 | 2011  | 2011  | 2011 | 2007  | 2007  | 2007 | 2003  | 2003  | 2003 | 1999  | 1999  | 1999 |
| Partido político                         | Votos | %     | C.   | Votos | %     | C.   | Votos | %     | C.   | Votos | %     | C.   | Votos | %     | C.   | Votos | %     | C.   |
| Partido Popular (PP)                     | 1.758 | 61,53 | 7    | 1.666 | 58,89 | 7    | 1.621 | 50,64 | 6    | 1.103 | 38,05 | 4    | 801   | 31,96 | 3    | 685   | 27,52 | 3    |
| Partido Socialista Obrero Español (PSOE) | 1.077 | 37,70 | 4    | 1.108 | 39,17 | 4    | 1.256 | 39,24 | 4    | 1.377 | 47,50 | 6    | 1.654 | 66,00 | 8    | 1.627 | 65,37 | 8    |
| Izquierda Unida (IU)                     | -     | -     | -    | -     | -     | -    | 296   | 9,25  | 1    | 386   | 13,31 | 1    | -     | -     | -    | 133   | 5,34  | 0    |

| Partido político                               | 1995  | 1995  | 1995 | 1991  | 1991  | 1991 | 1987  | 1987  | 1987 | 1983  | 1983  | 1983 | 1979  | 1979  | 1979 |
| Partido político                               | Votos | %     | C.   | Votos | %     | C.   | Votos | %     | C.   | Votos | %     | C.   | Votos | %     | C.   |
| Partido Socialista Obrero Español (PSOE)       | 1.609 | 64,70 | 8    | 1.102 | 45,20 | 6    | 912   | 37,00 | 5    | 1.393 | 58,50 | 7    | 1.121 | 49,56 | 5    |
| Partido Popular (PP)                           | 701   | 28,19 | 3    | 682   | 27,97 | 3    | -     | -     | -    | -     | -     | -    | -     | -     | -    |
| Alianza Popular (AP)                           | -     | -     | -    | -     | -     | -    | 487   | 19,76 | 2    | 748   | 31,42 | 3    | -     | -     | -    |
| Izquierda Unida (IU)                           | 134   | 5,39  | 0    | 41    | 1,68  | 0    | 66    | 2,68  | 0    | -     | -     | -    | -     | -     | -    |
| Partido Comunista de España (PCE)              | -     | -     | -    | -     | -     | -    | -     | -     | -    | 240   | 10,08 | 1    | 188   | 8,31  | 1    |
| Centro Democrático y Social (CDS)              | -     | -     | -    | -     | -     | -    | 525   | 21,30 | 2    | -     | -     | -    | -     | -     | -    |
| Unión de Centro Democrático (UCD)              | -     | -     | -    | -     | -     | -    | -     | -     | -    | -     | -     | -    | 953   | 42,13 | 5    |
| Independientes de Calera y Chozas              | -     | -     | -    | -     | -     | -    | 463   | 18,78 | 2    | -     | -     | -    | -     | -     | -    |
| Independientes de Alberche                     | -     | -     | -    | 222   | 9,11  | 1    | -     | -     | -    | -     | -     | -    | -     | -     | -    |
| Agrupación de Socialistas Independientes (ASI) | -     | -     | -    | 359   | 14,73 | 1    | -     | -     | -    | -     | -     | -    | -     | -     | -    |

| Elecciones municipales |      |      |      |      |      |      |      |      |      |      |      |
| Partido                | 1979 | 1983 | 1987 | 1991 | 1995 | 1999 | 2003 | 2007 | 2011 | 2015 | 2019 |
| PSOE                   | 5    | 7    | 5    | 6    | 8    | 8    | 8    | 6    | 4    | 4    | 4    |
| PCE / IU               | 1    | 1    | 0    | 0    | 0    | 0    |      | 1    | 1    |      |      |
| AP / PP                |      | 3    | 2    | 3    | 3    | 3    | 3    | 4    | 6    | 7    | 7    |
| UCD / CDS              | 5    |      | 2    |      |      |      |      |      |      |      |      |
| Indep. de Calera       |      |      | 2    |      |      |      |      |      |      |      |      |
| Indep. de Alberche     |      |      |      | 1    |      |      |      |      |      |      |      |
| ASI                    |      |      |      | 1    |      |      |      |      |      |      |      |
| Total                  | 11   | 11   | 11   | 11   | 11   | 11   | 11   | 11   | 11   | 11   | 11   |

## Patrimonio

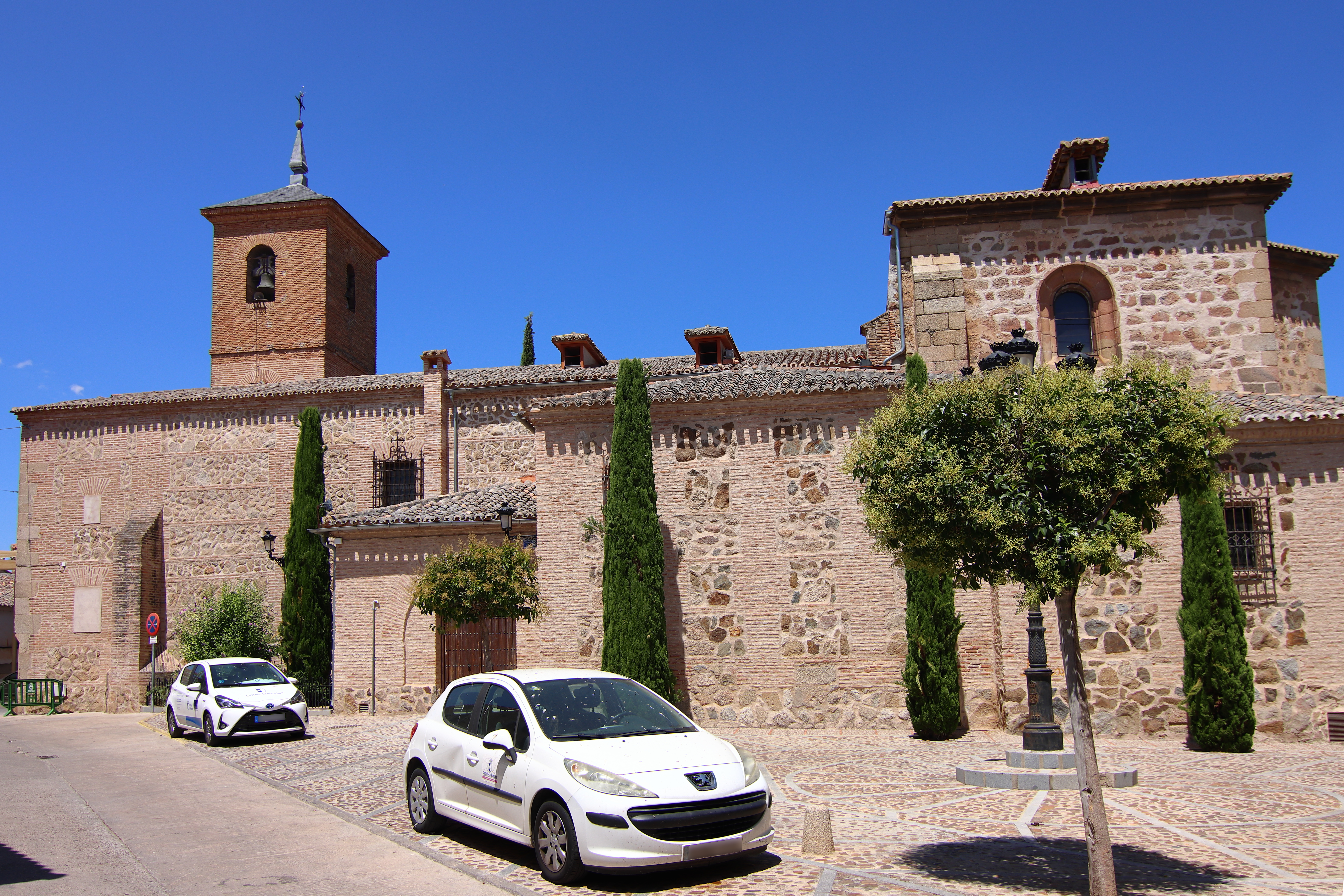
Iglesia de San Pedro Apóstol

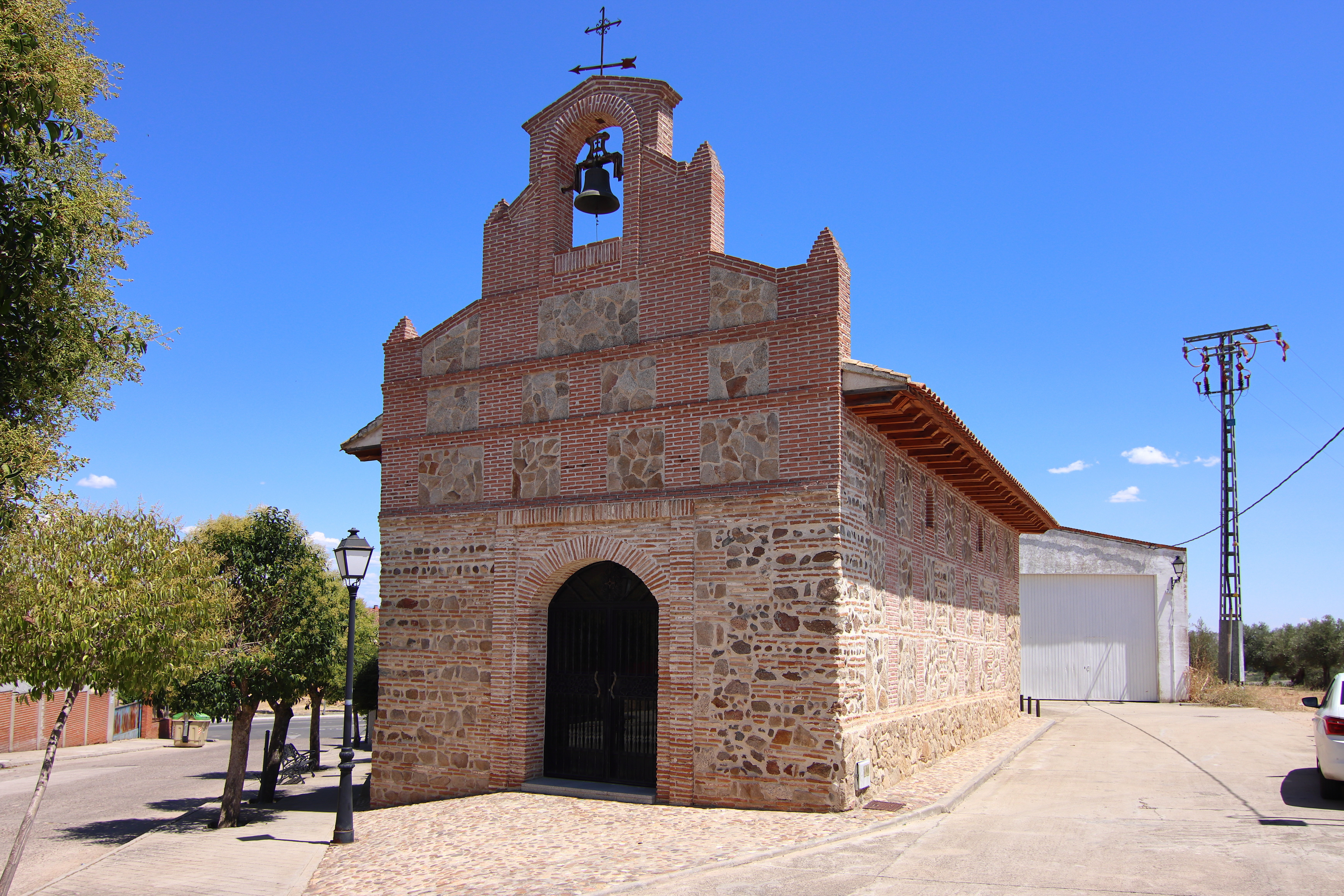
Ermita de San Policarpo

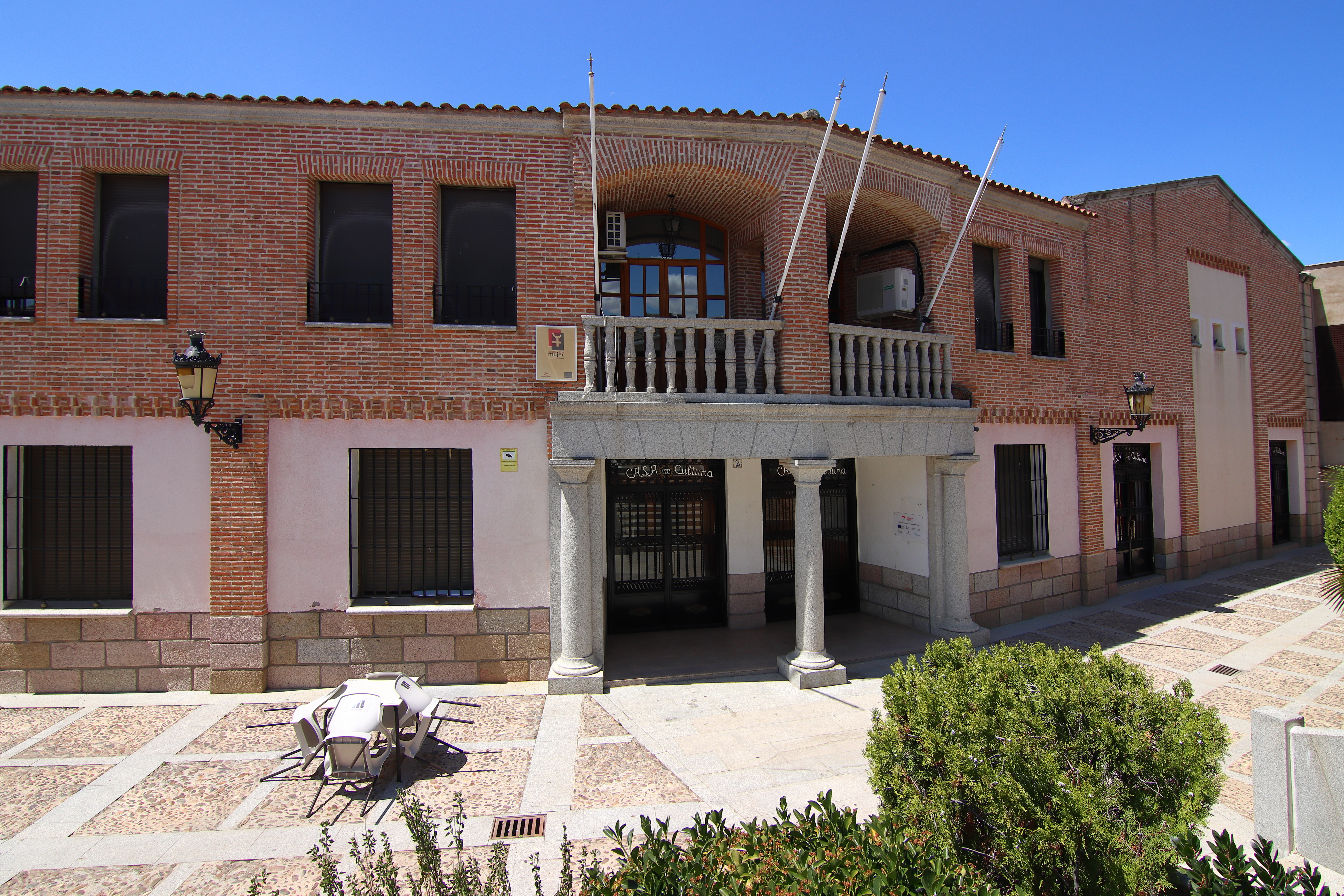
Casa de la cultura y Museo Etnográfico

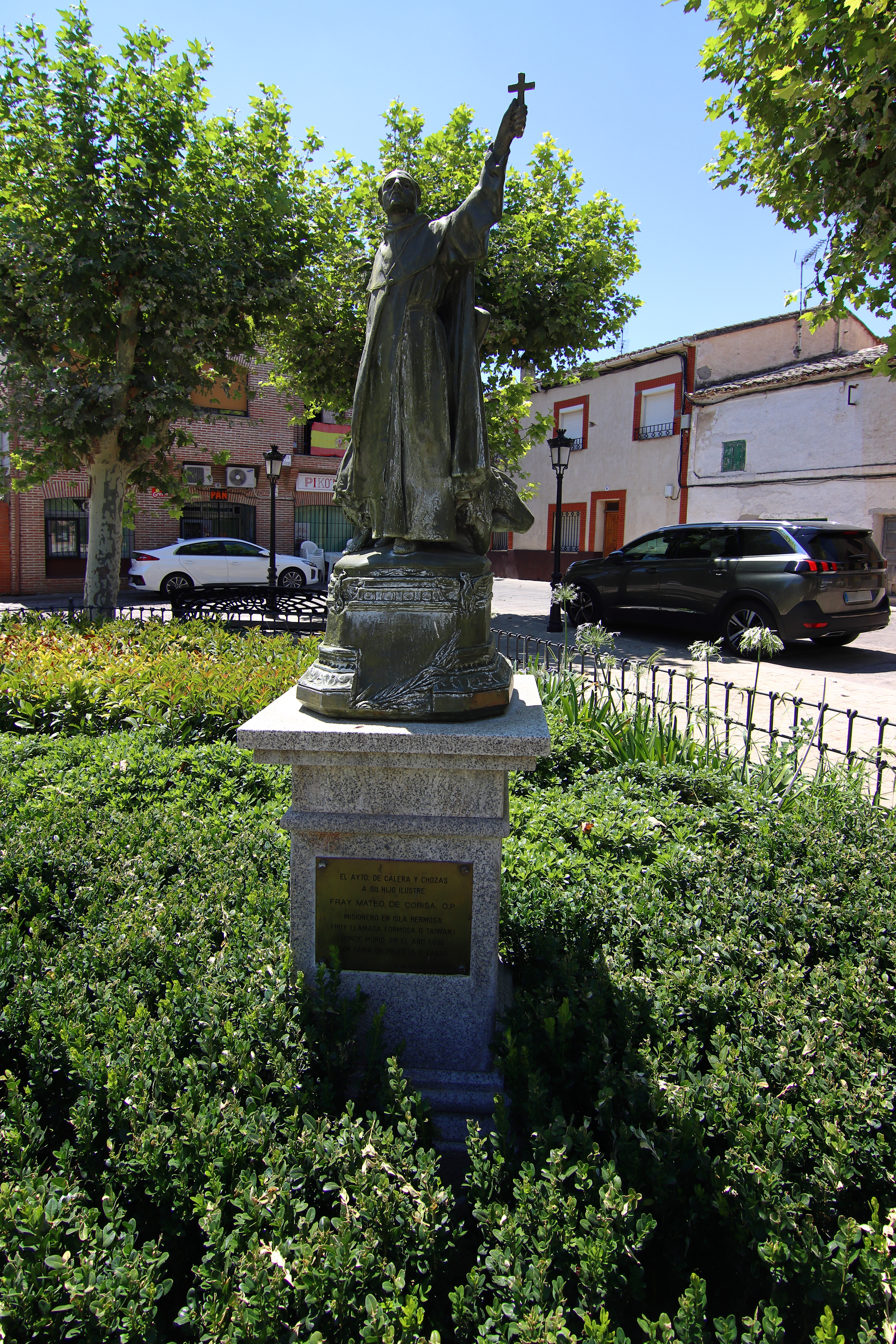
Estatua de Fray Mateo de Covisa

- Iglesia de San Pedro Apóstol.
- Ermita de la Virgen de Chilla.
- Ermita de San Policarpo.

## Cultura

### Fiestas y tradiciones

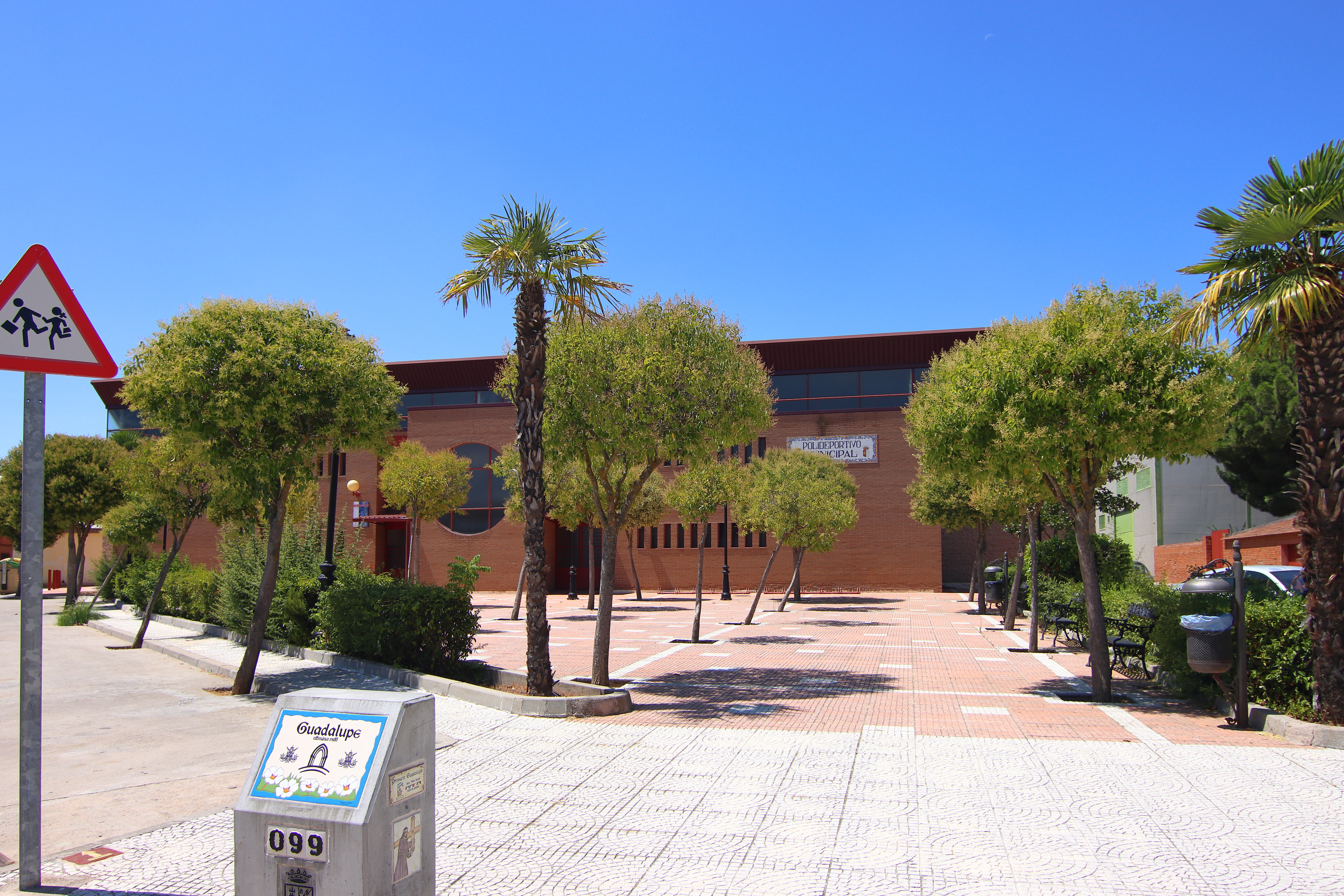
Polideportivo municipal

Las fiestas y tradiciones de Calera y Chozas están vinculadas a la actividad agropecuaria, por lo que el ciclo festivo del pueblo coincide, en gran parte, con el inicio o final de las labores del campo o con la propia actividad ganadera, como el inicio de las cosechas. Tal y como sucede en muchos otros lugares, los rituales religiosos son la base de muchas de las fiestas de Calera, como la adoración a los patrones del municipio. A continuación, serán reflejadas aquellas celebraciones que aún cuentan con suficiente entidad y que merecen ser conocidas.
- Semana Santa: Da comienzo el Domingo de Ramos, durante el cual son bendecidos los ramos en la plaza. Tras la procesión, se celebra una misa con lecturas de la Pasión. Durante el Jueves Santo se celebra la eucaristía, se hace el lavatorio a los doce y tiene lugar la procesión del Nazareno, tras la cual tiene lugar la “Hora Santa”. Por su parte, por la mañana del Viernes Santo se celebra en la iglesia el Vía Crucis y por la noche procesiona el Santo Sepulcro. El sábado se celebra la Vigilia Pascual y el Domingo de Resurrección, tras la misa, el Resucitado sale en procesión.

- Romería de la Virgen de la Vega y Chilla: El primer fin de semana del mes de mayo tiene lugar la gran romería de Calera, marcada por diferentes actos litúrgicos durante los cuales el pueblo se vuelca con su patrona. Entre ellos, destacan el Rosario de la Aurora, la bendición de dulces y la celebración de diferentes eucaristías. La noche anterior al día grande tiene lugar el Rosario de las Antorchas en torno a la ermita. El día de la fiesta la imagen de la virgen es llevada solemnemente desde el pueblo a su ermita. Una vez allí, tras la misa, bendiciones y el canto del Ave María, hay muestras de grupos folclóricos y charangas. Mientras tanto, los asistentes disfrutan el día en sus casetas, donde comen y beben en compañía de familiares y amigos. Por la tarde, tras el Salve Popular la virgen es nuevamente llevada a la iglesia.

- Fiestas del Stmo. Cristo de Chozas: Tienen lugar el mes de septiembre. Unos días antes se celebra la Semana Cultural, durante la cual se organizan numerosos actos culturales y deportivos como concursos, exposiciones, obras de teatro, el día de la bicicleta o el día del niño. Las fiestas arrancan con el Pregón, que da inicio al desfile de carrozas acompañadas de música, gigantes y cabezudos. Cabe mencionar diversas actividades y actos que se celebran como fuegos artificiales, conciertos, concursos, corridas de toros o la degustación de una cena popular en la plaza.

- El Calbote: El Calbote se refiere a la castaña asada pero también se denomina con este nombre una fiesta que se celebra el día de Todos los Santos (1 de noviembre). Durante la misma es costumbre ir al campo para asar castañas, hacer barbacoas entre amigos y familiares, comer higos secos, nueces y tortilla de patatas. En el caso de Calera es habitual celebrarlo en diversos lugares como en la ermita de la Virgen de la Vega, el Acueducto o en parcelas particulares.

### Gastronomía
Tal y como sucede con otros lugares, la cocina Calerana está caracterizada por emplear materias primas que proceden del campo. A pesar de que paulatinamente se emplea menos la cocina tradicional, aún perviven en la memoria colectiva las recetas de los platos típicos heredadas de los antepasados. Antiguamente, el menú solía estar condicionado por los periodos de montería y el calendario agrícola, estacional y religioso. 
Entre los platos más habituales están la típica menestra de verduras al horno, el cocido calerano, migas, calderetas y conejo.
Por su parte, entre los postres y dulces más célebres se encuentran las perrunillas, rosquillas y pestiños. Durante el carnaval se hace un dulce típico popularmente conocido como bollo de carnaval y que se asemeja al hornazo de leche de otros lugares de la comarca.
Por último, son excelentes las frutas y hortalizas procedentes de la rica huerta del Tajo. En este sentido, merecen especial mención la enorme calidad de las sandías y melones que son distribuidos por pueblos de toda la comarca.